# Bolkov
Bolkov (en allemand : Wolkau) est une commune du district de Plzeň-Sud, dans la région de Plzeň, en République tchèque. Sa population s'élevait à 53 habitants en 2019.

## Géographie
Bolkov se trouve à 10 km à l'ouest-sud-ouest de Přeštice, à 26 km au sud-sud-est de Plzeň et à 107 km à l'ouest-sud-ouest de Prague.
La commune est limitée par Otěšice à l'ouest et au nord, par Roupov à l'est et par Biřkov au sud.

## Histoire
La première mention écrite de la localité date de 1379.